# Arhodia retractaria
Arhodia retractaria är en fjärilsart som beskrevs av Walker 1860. Arhodia retractaria ingår i släktet Arhodia och familjen mätare. Inga underarter finns listade i Catalogue of Life.